# 内閣総理大臣臨時代理

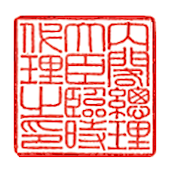
内閣総理大臣臨時代理の印（明治25年作成）

内閣総理大臣臨時代理（ないかくそうりだいじんりんじだいり）は、日本の内閣総理大臣が欠けた場合又は事故のある場合に、臨時にその職務を担う国務大臣として予め指定された大臣が用いる職名である。ただし、この職名の使用は、実際に当該事態が発生しその職務を行う場合に限られる。

## 概説
内閣法第9条は「内閣総理大臣に事故のあるとき、又は内閣総理大臣が欠けたときは、その予め指定する国務大臣が、臨時に、内閣総理大臣の職務を行う」と規定している（内閣法第9条）。
内閣総理大臣が死亡・病気・海外出張等で不在となったときは、あらかじめ指定された国務大臣が「内閣総理大臣臨時代理」の職名で職務を代行する。なお、指定されていても実際に総理不在の状態が生じなければ、当該指定された大臣の権限・呼称等は他の大臣と変わるところはない。
内閣総理大臣臨時代理の権限は基本的に内閣総理大臣と同一であるが、内閣総理大臣の専権事項については及ばない。
内閣法制局は内閣総理大臣臨時代理が閣僚を任免したり衆議院解散をすることは内閣総理大臣の一身専属的な権能に属するためできないが、内閣が行う予算編成や条約締結や防衛出動をすることは可能という見解を示している。
国務大臣の任命については、先例として石橋内閣において石橋湛山総理が病気のために岸信介外務大臣が内閣総理大臣臨時代理となったが、1957年（昭和32年）2月2日の小瀧彬防衛庁長官の任命において石橋総理が自ら任命を行った例がある（認証式や両院への通告は岸臨時代理が行った）。
首相が死亡した第2次大平内閣の伊東正義臨時代理、および首相の病気回復が見込めなかった小渕内閣の青木幹雄臨時代理は、就任後ただちに閣議を開き内閣総辞職しているが、新内閣発足まで職務執行内閣の長として首相の任務を代行した。特に伊東臨時代理の場合は、衆議院解散中の首相死亡を受けての就任であり、第36回衆議院総選挙・第12回参議院選挙（衆参同日選挙）後の新国会が新首相を指名するまで1か月以上、職務執行内閣の内閣総理大臣臨時代理の地位にあった。

### 指定方法（2000年4月まで）
1. 組閣時等に一人の大臣を内閣総理大臣の臨時代理として正式に指定（官報掲載）。代行期間を限定しない発令のため内閣存続中一貫して有効であり、総理が不在となる際に一々臨時代理の辞令は発せられず、その都度自動的に就任・解職したものとみなされる。
  - 大物政治家を事実上の副首相として処遇したい際に用いられ、俗に「副総理」と呼ばれた。
  - 正式な官職ではないため、正式呼称の略称と誤解される可能性のある「副総理大臣」・「副首相」との呼称は使用されない。また、あくまで代理「予定者」としての指定であるため、総理が不在となる期間以外に「内閣総理大臣臨時代理」の呼称を使用することはできない。
  - 組閣名簿では、「内閣法第9条の規定により指定された者」などの表現が用いられた。
  - なお、副総理が不在となる場合には、方法3の辞令（事実上の副総理臨時代理）が発せられた。
2. 組閣時等に一人の大臣に口頭で臨時代理予定者である旨を指示し、総理が不在となる際にその都度、代行期間を限定した正式な辞令を発する。
  - 「副総理」として処遇するほどではないが閣内の取りまとめ役として尊重したい準大物政治家を閣内に配する場合などに用いられた。
  - 「副総理」とは呼ばれないが、「副総理格」などと報道されることが多かった。
3. 組閣時等に臨時代理予定者を明示せず、総理外遊等の都度人選の上その代行期間を限定して発令する。
  - 大物・準大物大臣を配さないか、いても継続的な臨時代理予定者への指定を固辞された場合、あるいは逆に大物大臣が複数いて副総理・副総理格を明示しない方が均衡上適切であると総理が判断した場合などに用いられた。

なお、内閣総理大臣また内閣総理大臣臨時代理予定者（副総理、副総理格、首相臨時代理等）が死亡・重篤な病気となった場合に国政上問題が生ずる虞れがある（特に臨時代理予定者を常に明示しない方法3だと、国政上問題が生ずる可能性が高くなる）。もし、そのような事態が発生した場合は、「他に方法はないし、また、条理上許される」として首相以外の閣僚による「協議」（首相不在では閣議は開けない）で閣僚の中から内閣総理大臣の臨時代理を指定することができるというのが政府見解である。しかし、この場合は一時的に首相権力の空白期間が生ずる可能性がある。
これが問題となったのが、2000年4月の小渕恵三総理の入院である。小渕内閣第2次改造内閣では臨時代理を予め指定していなかったが、内閣官房長官の青木幹雄が「入院中の小渕から代理に指名された」として、臨時代理に就任（方法3）した。
この際、病床の小渕首相が自らの意思で臨時代理を指名することが時間的・医学的に可能であったかや首相権力の空白期間について論争となり、青木の臨時代理への就任の正当性や首相権力の空白が問題視された（五人組）。

### 指定方法（2000年4月以降）
2000年4月に発足した第1次森内閣以降、組閣時などに内閣総理大臣臨時代理の就任予定者5名をあらかじめ指定（官報掲載）するのが慣例となった。原則として内閣官房長官たる国務大臣が第1順位とされ、第2順位から第5順位は閣僚の大臣歴、議員歴等を総合的に勘案して指定される。内閣官房長官ではない国務大臣が第1順位として指定される場合は特に「副総理」と通称される。
ただ、アメリカの大統領継承制度のように役職で継承順位を定めた方がいいのではないかという指摘もある。また、臨時代理予定者が5人だけしかいないため、首相及び臨時代理予定者5人の計6人が死亡・執務不能となった場合、どの閣僚が首相臨時代理を務めるか明文化されていないことを問題視する意見もある。もし、そのような事態が発生した場合は、「他に方法はないし、また、条理上許される」として首相及び臨時代理予定者以外の閣僚による「協議」（首相不在では閣議は開けない）で閣僚の中から内閣総理大臣の臨時代理を指定することができるというのが政府見解である。

### 憲法施行前の内閣総理大臣代理
明治22年（1889年）、条約改正交渉で進退窮まった黒田内閣は、1週間後の10月25日、全閣僚の辞表を提出した。ところが、明治天皇は、黒田清隆の辞表のみを受理して、他の閣僚には引き続きその任に当たることを命じるとともに、内大臣の三条実美に内閣総理大臣を兼任させて、内閣を存続させた。同年12月24日に内閣官制が裁可され、総理大臣に問題が発生した場合には、他の大臣が臨時に命を受けて事務を代行することが定められた。同日、内務大臣山縣有朋が総理大臣に任命され、第1次山縣内閣が成立した。三条は「病痾」を理由とする辞表を提出し、兼任していた内閣総理大臣を免ぜられ、内大臣専任となった。
三条の総理大臣時代には代理の規定がなく、三条を歴代の内閣総理大臣には含めないことが研究の趨勢となっている（なお、明治天皇本人にも「西園寺公望の首相就任時に『公家から初めて首相が出た』と喜んでいた」という逸話がある）。首相官邸等で歴代内閣を表す際、山縣は伊藤博文・黒田に次ぐ第三代総理大臣とされる。

### 旧憲法下
旧憲法下では、内閣総理大臣が死亡したり、単独で辞任したりして欠けた場合、次の内閣が組閣されるまでのあいだ、閣内の大臣や班列が内閣総理大臣を臨時に兼ねることを「臨時兼任」、病気や負傷などで執務不能になったり、緊急時に消息や安否が不明になったりした場合、閣内の他の大臣や班列が内閣総理大臣の職務を臨時に代行することを「臨時代理」と呼んで区別していた。
こうした場合には宮中席次で内閣総理大臣に次ぐ順位の者が総理大臣を代行するのが常であった。この原則に従って五・一五事件で、犬養毅が暗殺された際は、臨時兼任が発令され、二・二六事件では、岡田啓介は、反乱軍に襲撃されるが襲撃グループが秘書官松尾伝蔵を岡田と誤認・殺害したことで難を逃れたため（反乱軍は岡田本人を殺害と発表。）、臨時代理が発令されている。
この発令の経緯について岡田首相の秘書官であった迫水久常は、官邸内に潜伏してる岡田の生存を確認後、このまま放置しておくと他大臣による「臨時兼任」が発令されるが、その場合には岡田が脱出に成功した際に首相としての立場が無くなってしまうため、事故などのため現在職務が遂行できないだけ、の場合の辞令にする必要があるとして内閣官房総務課長に要請し「臨時代理」が発令されたとしている。「この方面に知識のある人たちから『辞令の形式が間違っている』との抗議があったが、さすがに（岡田）総理が実は生存していることまで読み取った人はなかったようだ」としている。結果的に「岡田啓介の生存」を読み取った者はいなかったが、発令の段階ではまだ岡田は首相官邸の中に隠れていた段階（脱出は翌日の27日）であり、もしもこの違いを反乱軍が正しく認識すれば、岡田を確実に討ち取ろうと躍起になるため、危険な状態であった。
新憲法下ではこの区別がなくなり、他の閣僚が内閣総理大臣の職務を代行することを一律に「臨時代理」と呼んでいる。

## 現在の内閣総理大臣臨時代理予定者
| 内閣          | 第一順位 | 第一順位 | 第二順位 | 第二順位 | 第三順位   | 第三順位 | 第四順位 | 第四順位 | 第五順位 | 第五順位 |
| ------------- | -------- | -------- | -------- | -------- | ---------- | -------- | -------- | -------- | -------- | -------- |
| 第2次石破内閣 | 林芳正   | 官房     | 中谷元   | 防衛     | 村上誠一郎 | 総務     | 加藤勝信 | 財務     | 岩屋毅   | 外務     |

## 過去の内閣総理大臣臨時代理

### 旧憲法下の臨時代理
| 臨時代理   | 内閣          | 役職                | 期間                                                    | 理由                                                | 備考                           |
| ---------- | ------------- | ------------------- | ------------------------------------------------------- | --------------------------------------------------- | ------------------------------ |
| 西園寺公望 | 第4次伊藤内閣 | 枢密院議長 （班列） | 1900年（明治33年）11月27日 - 1900年（明治33年）12月12日 | 伊藤博文の病気療養のため                            | 臨時代理                       |
| 幣原喜重郎 | 濱口内閣      | 外務大臣            | 1930年（昭和5年）11月14日 - 1931年（昭和6年）3月10日    | 濱口雄幸が銃撃に拠る負傷で執務不能になったため      | 臨時代理 116日の在任期間は最長 |
| 後藤文夫   | 岡田内閣      | 内務大臣            | 1936年（昭和11年）2月26日 - 1936年（昭和11年）2月28日   | 岡田啓介が一時消息不明となったため （二・二六事件） | 臨時代理                       |

### 旧憲法下の臨時兼任
| 臨時兼任   | 内閣           | 役職                | 期間                                                   | 理由                                    | 備考                     |
| ---------- | -------------- | ------------------- | ------------------------------------------------------ | --------------------------------------- | ------------------------ |
| 黒田清隆   | 第2次伊藤内閣  | 枢密院議長 （班列） | 1896年（明治29年)8月31日 - 1896年（明治29年）9月18日   | 伊藤博文が単独で総理を辞任したため      |                          |
| 西園寺公望 | 第4次伊藤内閣  | 枢密院議長 （班列） | 1901年（明治34年）5月10日 - 1901年（明治34年）6月2日   | 伊藤博文が単独で総理を辞任したため      |                          |
| 内田康哉   | 原内閣         | 外務大臣            | 1921年（大正10年）11月4日 - 1921年（大正10年）11月13日 | 原敬が暗殺されたため （原敬暗殺事件）   |                          |
| 内田康哉   | 加藤友三郎内閣 | 外務大臣            | 1923年（大正12年）8月24日 - 1923年（大正12年）9月2日   | 加藤友三郎が病死したため                | 9月1日に関東大震災が発生 |
| 若槻禮次郎 | 加藤高明内閣   | 内務大臣            | 1926年（大正15年）1月28日 - 1926年（大正15年）1月30日  | 加藤高明が病死したため                  | 後継内閣を組織           |
| 高橋是清   | 犬養内閣       | 大蔵大臣            | 1932年（昭和7年）5月16日 - 1932年（昭和7年）5月26日    | 犬養毅が暗殺されたため （五・一五事件） |                          |

### 新憲法下の臨時代理
内閣総理大臣が死亡・執務不能・手術となったため臨時代理した（名実ともに総理の代行をした）例についてのみを記す。
| 臨時代理 | 内閣          | 役職         | 期間                                                  | 理由                                                 | 備考                      |
| -------- | ------------- | ------------ | ----------------------------------------------------- | ---------------------------------------------------- | ------------------------- |
| 岸信介   | 石橋内閣      | 外務大臣     | 1957年（昭和32年）1月31日 - 1957年（昭和32年）2月25日 | 石橋湛山が脳梗塞で執務不能になったため               | 指定方法3に基づく臨時代理 |
| 伊東正義 | 第2次大平内閣 | 内閣官房長官 | 1980年（昭和55年）6月12日 - 1980年（昭和55年）7月17日 | 大平正芳が死去したため                               | 指定方法1に基づく臨時代理 |
| 青木幹雄 | 小渕内閣      | 内閣官房長官 | 2000年（平成12年）4月3日 - 2000年（平成12年）4月5日   | 小渕恵三が脳梗塞で執務不能になったため               | 指定方法3に基づく臨時代理 |
| 松野博一 | 第2次岸田内閣 | 内閣官房長官 | 2023年（令和5年）2月11日                              | 岸田文雄が全身麻酔を伴う慢性副鼻腔炎手術を受けたため | 指定方法3に基づく臨時代理 |

## 歴代内閣総理大臣臨時代理予定者

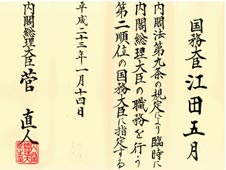
内閣総理大臣臨時代理の指定辞令の例（国務大臣江田五月に対する第二順位の指定辞令。内閣総理大臣菅直人により発令されている）

### 2000年4月以前
| 内閣              | 予定者     | 役職                                                 | 指定期間                        |
| ----------------- | ---------- | ---------------------------------------------------- | ------------------------------- |
| 第1次吉田内閣     | 幣原喜重郎 | 復員庁総裁                                           | 1947年5月3日 - 1947年5月24日    |
| 片山内閣          | 芦田均     | 外務大臣                                             | 1947年6月1日 - 1948年3月10日    |
| 芦田内閣          | 西尾末広   | 国務大臣（無任所）                                   | 1948年3月10日 - 1948年7月6日    |
| 第2次吉田内閣     | 林讓治     | 厚生大臣                                             | 1948年10月19日 - 1949年2月16日  |
| 第3次吉田内閣     | 林讓治     | 厚生大臣 →国務大臣（無任所）                         | 1949年2月16日 - 1951年3月13日   |
| 第4次吉田内閣     | 緒方竹虎   | 内閣官房長官 →国務大臣（無任所）                     | 1952年11月28日 - 1953年5月21日  |
| 第5次吉田内閣     | 緒方竹虎   | 国務大臣（無任所） →北海道開発庁長官                 | 1953年5月21日 - 1954年12月10日  |
| 第1次鳩山一郎内閣 | 重光葵     | 外務大臣                                             | 1954年12月10日 - 1955年3月19日  |
| 第2次鳩山一郎内閣 | 重光葵     | 外務大臣                                             | 1955年3月19日 - 1955年11月22日  |
| 第3次鳩山一郎内閣 | 重光葵     | 外務大臣                                             | 1955年11月22日 - 1956年12月23日 |
| 第1次岸内閣       | 石井光次郎 | 国務大臣（無任所） →行政管理庁長官兼北海道開発庁長官 | 1957年5月20日 - 1958年6月12日   |
| 第2次岸内閣       | 益谷秀次   | 行政管理庁長官                                       | 1959年6月18日 - 1960年7月19日   |
| 第3次池田内閣     | 河野一郎   | 国務大臣（無任所）                                   | 1964年7月18日 - 1964年11月9日   |
| 第1次佐藤内閣     | 河野一郎   | 国務大臣（無任所）                                   | 1964年11月9日 - 1965年6月3日    |
| 第1次田中角栄内閣 | 三木武夫   | 国務大臣（無任所） →環境庁長官                       | 1972年8月29日 - 1972年12月22日  |
| 第2次田中角栄内閣 | 三木武夫   | 環境庁長官                                           | 1972年12月22日 - 1974年7月12日  |
| 三木内閣          | 福田赳夫   | 経済企画庁長官                                       | 1974年12月9日 - 1976年11月6日   |
| 第2次大平内閣     | 伊東正義   | 内閣官房長官                                         | 1980年6月11日 - 1980年7月17日   |
| 第3次中曽根内閣   | 金丸信     | 国務大臣（民間活力導入担当）                         | 1986年7月22日 - 1987年11月6日   |
| 竹下内閣          | 宮澤喜一   | 大蔵大臣                                             | 1987年11月6日 - 1988年12月9日   |
| 宮澤内閣          | 渡邉美智雄 | 外務大臣                                             | 1991年11月5日 - 1993年4月7日    |
| 宮澤内閣          | 後藤田正晴 | 法務大臣                                             | 1993年4月8日 - 1993年8月9日     |
| 細川内閣          | 羽田孜     | 外務大臣                                             | 1993年8月9日 - 1994年4月28日    |
| 村山内閣          | 河野洋平   | 外務大臣                                             | 1994年6月30日 - 1995年10月2日   |
| 村山内閣          | 橋本龍太郎 | 通商産業大臣                                         | 1995年10月2日 - 1996年1月11日   |
| 第1次橋本内閣     | 久保亘     | 大蔵大臣                                             | 1996年1月11日 - 1996年11月7日   |
| 第2次橋本内閣     | 梶山静六   | 内閣官房長官                                         | 1996年11月7日 - 1997年9月11日   |
| 小渕内閣          | 野中広務   | 内閣官房長官                                         | 1998年7月30日 - 1999年1月14日   |

- 内閣法第9条に基づき正式な指定を受けた者のみ記載する。
- 太字は実際に首相の死亡・執務不能により、内閣総理大臣臨時代理の職務を行った者。
- 表の記載が煩雑となるのを避けるため、内閣欄には広義の内閣の名称（改造の有無を区別しない方式）を記載する。

### 2000年4月以降
| 内閣           | 第一順位 | 第一順位 | 第二順位   | 第二順位 | 第三順位   | 第三順位 | 第四順位   | 第四順位   | 第五順位   | 第五順位   | 指定期間                                               |
| -------------- | -------- | -------- | ---------- | -------- | ---------- | -------- | ---------- | ---------- | ---------- | ---------- | ------------------------------------------------------ |
| 第1次森内閣    | 青木幹雄 | 官房     | 河野洋平   | 外務     | 中山正暉   | 建設     | 深谷隆司   | 通産       | 瓦力       | 防衛       | 2000年（平成12年）4月14日 - 2000年（平成12年）7月4日   |
| 第2次森内閣    | 中川秀直 | 官房     | 河野洋平   | 外務     | 西田司     | 自治     | 谷洋一     | 農水       | 津島雄二   | 厚生       | 2000年（平成12年）7月4日 - 2000年（平成12年）10月27日  |
| 第2次森内閣    | 福田康夫 | 官房     | 河野洋平   | 外務     | 西田司     | 自治     | 谷洋一     | 農水       | 津島雄二   | 厚生       | 2000年（平成12年）10月27日 - 2000年（平成12年）12月5日 |
| 第2次森内閣    | 福田康夫 | 官房     | 河野洋平   | 外務     | 高村正彦   | 法務     | 平沼赳夫   | 通産 →経産 | 柳澤伯夫   | 金融 →金融 | 2000年（平成12年）12月5日 - 2001年（平成13年）4月26日  |
| 第1次小泉内閣  | 福田康夫 | 官房     | 塩川正十郎 | 財務     | 森山眞弓   | 法務     | 平沼赳夫   | 経産       | 柳澤伯夫   | 金融       | 2001年（平成13年）4月26日 - 2002年（平成14年）9月30日  |
| 第1次小泉内閣  | 福田康夫 | 官房     | 塩川正十郎 | 財務     | 森山眞弓   | 法務     | 平沼赳夫   | 経産       | 谷垣禎一   | 公安       | 2002年（平成14年）9月30日 - 2003年（平成15年）9月22日  |
| 第1次小泉内閣  | 福田康夫 | 官房     | 谷垣禎一   | 財務     | 亀井善之   | 農水     | 麻生太郎   | 総務       | 中川昭一   | 経産       | 2003年（平成15年）9月22日 - 2003年（平成15年）11月19日 |
| 第2次小泉内閣  | 福田康夫 | 官房     | 谷垣禎一   | 財務     | 亀井善之   | 農水     | 麻生太郎   | 総務       | 中川昭一   | 経産       | 2003年（平成15年）11月19日 - 2004年（平成16年）5月7日  |
| 第2次小泉内閣  | 細田博之 | 官房     | 谷垣禎一   | 財務     | 亀井善之   | 農水     | 麻生太郎   | 総務       | 中川昭一   | 経産       | 2004年（平成16年）5月7日 - 2004年（平成16年）9月27日   |
| 第2次小泉内閣  | 細田博之 | 官房     | 谷垣禎一   | 財務     | 麻生太郎   | 総務     | 島村宜伸   | 農水       | 中川昭一   | 経産       | 2004年（平成16年）9月27日 - 2005年（平成17年）8月8日   |
| 第2次小泉内閣  | 細田博之 | 官房     | 谷垣禎一   | 財務     | 麻生太郎   | 総務     | －         | －         | 中川昭一   | 経産       | 2005年（平成17年）8月8日 - 2005年（平成17年）8月10日   |
| 第2次小泉内閣  | 細田博之 | 官房     | 谷垣禎一   | 財務     | 麻生太郎   | 総務     | 中川昭一   | 経産       | 町村信孝   | 外務       | 2005年（平成17年）8月10日 - 2005年（平成17年）9月21日  |
| 第3次小泉内閣  | 細田博之 | 官房     | 谷垣禎一   | 財務     | 麻生太郎   | 総務     | 中川昭一   | 経産       | 町村信孝   | 外務       | 2005年（平成17年）9月21日 - 2005年（平成17年）10月31日 |
| 第3次小泉内閣  | 安倍晋三 | 官房     | 谷垣禎一   | 財務     | 麻生太郎   | 外務     | 与謝野馨   | 経財       | 中川昭一   | 農水       | 2005年（平成17年）10月31日 - 2006年（平成18年）9月26日 |
| 第1次安倍内閣  | 塩崎恭久 | 官房     | 麻生太郎   | 外務     | 柳澤伯夫   | 厚労     | 久間章生   | 防衛       | 尾身幸次   | 財務       | 2006年（平成18年）9月26日 - 2007年（平成19年）7月4日   |
| 第1次安倍内閣  | 塩崎恭久 | 官房     | 麻生太郎   | 外務     | 柳澤伯夫   | 厚労     | 尾身幸次   | 財務       | 伊吹文明   | 文科       | 2007年（平成19年）7月4日 - 2007年（平成19年）8月27日   |
| 第1次安倍内閣  | 与謝野馨 | 官房     | 高村正彦   | 防衛     | 鳩山邦夫   | 法務     | 町村信孝   | 外務       | 伊吹文明   | 文科       | 2007年（平成19年）8月27日 - 2007年（平成19年）9月26日  |
| 福田康夫内閣   | 町村信孝 | 官房     | 高村正彦   | 外務     | 鳩山邦夫   | 法務     | 甘利明     | 経産       | 額賀福志郎 | 財務       | 2007年（平成19年）9月26日 - 2008年（平成20年）8月2日   |
| 福田康夫内閣   | 町村信孝 | 官房     | 伊吹文明   | 財務     | 谷垣禎一   | 国交     | 高村正彦   | 外務       | 与謝野馨   | 経財       | 2008年（平成20年）8月2日 - 2008年（平成20年）9月24日   |
| 麻生内閣       | 河村建夫 | 官房     | 与謝野馨   | 経財     | 鳩山邦夫   | 総務     | 中川昭一   | 財務       | 甘利明     | 行革       | 2008年（平成20年）9月24日 - 2009年（平成21年）2月17日  |
| 麻生内閣       | 河村建夫 | 官房     | 与謝野馨   | 財務     | 鳩山邦夫   | 総務     | 甘利明     | 行革       | 二階俊博   | 経産       | 2009年（平成21年）2月17日 - 2009年（平成21年）6月12日  |
| 麻生内閣       | 河村建夫 | 官房     | 与謝野馨   | 財務     | 甘利明     | 行革     | 二階俊博   | 経産       | 石破茂     | 農水       | 2009年（平成21年）6月12日 - 2009年（平成21年）9月16日  |
| 鳩山由紀夫内閣 | 菅直人   | 戦略*    | 平野博文   | 官房     | 中井洽     | 公安     | 藤井裕久   | 財務       | 千葉景子   | 法務       | 2009年（平成21年）9月16日 - 2010年（平成22年）1月7日   |
| 鳩山由紀夫内閣 | 菅直人   | 財務*    | 平野博文   | 官房     | 中井洽     | 公安     | 千葉景子   | 法務       | 川端達夫   | 文科       | 2010年（平成22年）1月7日 - 2010年（平成22年）6月8日    |
| 菅直人内閣     | 仙谷由人 | 官房     | 岡田克也   | 外務     | 前原誠司   | 国交     | 中井洽     | 公安       | 千葉景子   | 法務       | 2010年（平成22年）6月8日 - 2010年（平成22年）9月17日   |
| 菅直人内閣     | 仙谷由人 | 官房     | 前原誠司   | 外務     | 鹿野道彦   | 農水     | 北澤俊美   | 防衛       | 細川律夫   | 厚労       | 2010年（平成22年）9月17日 - 2011年（平成23年）1月14日  |
| 菅直人内閣     | 枝野幸男 | 官房     | 江田五月   | 法務     | 前原誠司   | 外務     | 鹿野道彦   | 農水       | 中野寛成   | 公安       | 2011年（平成23年）1月14日 - 2011年（平成23年）3月7日   |
| 菅直人内閣     | 枝野幸男 | 官房     | 江田五月   | 法務     | －         | －       | 鹿野道彦   | 農水       | 中野寛成   | 公安       | 2011年（平成23年）3月7日 - 2011年（平成23年）9月2日    |
| 野田内閣       | 藤村修   | 官房     | 鹿野道彦   | 農水     | 川端達夫   | 総務     | 山岡賢次   | 公安       | 前田武志   | 国交       | 2011年（平成23年）9月2日 - 2012年（平成24年）1月13日   |
| 野田内閣       | 岡田克也 | 行革*    | 藤村修     | 官房     | 鹿野道彦   | 農水     | 川端達夫   | 総務       | 田中直紀   | 防衛       | 2012年（平成24年）1月13日 - 2012年（平成24年）6月4日   |
| 野田内閣       | 岡田克也 | 行革*    | 藤村修     | 官房     | 川端達夫   | 総務     | 玄葉光一郎 | 外務       | 枝野幸男   | 経産       | 2012年（平成24年）6月4日 - 2012年（平成24年）10月1日   |
| 野田内閣       | 岡田克也 | 行革*    | 藤村修     | 官房     | 前原誠司   | 戦略     | 玄葉光一郎 | 外務       | 枝野幸男   | 経産       | 2012年（平成24年）10月1日 ‐ 2012年（平成24年）12月26日 |
| 第2次安倍内閣  | 麻生太郎 | 財務*    | 菅義偉     | 官房     | 谷垣禎一   | 法務     | 甘利明     | 経再       | 石原伸晃   | 環境       | 2012年（平成24年）12月26日 - 2014年（平成26年）9月3日  |
| 第2次安倍内閣  | 麻生太郎 | 財務*    | 菅義偉     | 官房     | 甘利明     | 経再     | 石破茂     | 地方       | 岸田文雄   | 外務       | 2014年（平成26年）9月3日 - 2014年（平成26年）12月24日  |
| 第3次安倍内閣  | 麻生太郎 | 財務*    | 菅義偉     | 官房     | 甘利明     | 経再     | 石破茂     | 地方       | 岸田文雄   | 外務       | 2014年（平成26年）12月24日 - 2016年（平成28年）1月28日 |
| 第3次安倍内閣  | 麻生太郎 | 財務*    | 菅義偉     | 官房     | 石破茂     | 地方     | 石原伸晃   | 経再       | 岸田文雄   | 外務       | 2016年（平成28年）1月28日 - 2016年（平成28年）8月3日   |
| 第3次安倍内閣  | 麻生太郎 | 財務*    | 菅義偉     | 官房     | 石原伸晃   | 経再     | 岸田文雄   | 外務       | 塩崎恭久   | 厚労       | 2016年（平成28年）8月3日 - 2017年（平成29年）8月3日    |
| 第3次安倍内閣  | 麻生太郎 | 財務*    | 菅義偉     | 官房     | 茂木敏充   | 経再     | 野田聖子   | 総務       | 林芳正     | 文科       | 2017年（平成29年）8月3日 - 2017年（平成29年）11月1日   |
| 第4次安倍内閣  | 麻生太郎 | 財務*    | 菅義偉     | 官房     | 茂木敏充   | 経再     | 野田聖子   | 総務       | 林芳正     | 文科       | 2017年（平成29年）11月1日 - 2018年（平成30年）10月2日  |
| 第4次安倍内閣  | 麻生太郎 | 財務*    | 菅義偉     | 官房     | 茂木敏充   | 経再     | 河野太郎   | 外務       | 根本匠     | 厚労       | 2018年（平成30年）10月2日 - 2019年（平成31年）4月11日  |
| 第4次安倍内閣  | 麻生太郎 | 財務*    | 菅義偉     | 官房     | 茂木敏充   | 経再     | 鈴木俊一   | 五輪       | 河野太郎   | 外務       | 2019年（平成31年）4月11日 - 2019年（令和元年）9月11日  |
| 第4次安倍内閣  | 麻生太郎 | 財務*    | 菅義偉     | 官房     | 茂木敏充   | 外務     | 高市早苗   | 総務       | 河野太郎   | 防衛       | 2019年（令和元年）9月11日 - 2020年（令和2年）9月16日   |
| 菅義偉内閣     | 麻生太郎 | 財務*    | 加藤勝信   | 官房     | 茂木敏充   | 外務     | 河野太郎   | 行革       | 橋本聖子   | 五輪       | 2020年（令和2年）9月16日 - 2021年（令和3年）2月18日    |
| 菅義偉内閣     | 麻生太郎 | 財務*    | 加藤勝信   | 官房     | 茂木敏充   | 外務     | 河野太郎   | 行革       | 田村憲久   | 厚労       | 2021年（令和3年）2月18日 - 2021年（令和3年）10月4日    |
| 第1次岸田内閣  | 松野博一 | 官房     | 茂木敏充   | 外務     | 野田聖子   | 地方     | 鈴木俊一   | 財務       | 金子原二郎 | 農水       | 2021年（令和3年）10月4日 - 2021年（令和3年）11月4日    |
| 第1次岸田内閣  | 松野博一 | 官房     | 野田聖子   | 地方     | 鈴木俊一   | 財務     | 金子原二郎 | 農水       | 金子恭之   | 総務       | 2021年（令和3年）11月4日 - 2021年（令和3年）11月10日   |
| 第2次岸田内閣  | 松野博一 | 官房     | 野田聖子   | 地方     | 林芳正     | 外務     | 鈴木俊一   | 財務       | 金子原二郎 | 農水       | 2021年（令和3年）11月10日 - 2022年（令和4年）8月10日   |
| 第2次岸田内閣  | 松野博一 | 官房     | 高市早苗   | 経安     | 林芳正     | 外務     | 鈴木俊一   | 財務       | 河野太郎   | デジ       | 2022年（令和4年）8月10日 - 2023年（令和5年）9月13日    |
| 第2次岸田内閣  | 松野博一 | 官房     | 高市早苗   | 経安     | 鈴木俊一   | 財務     | 河野太郎   | デジ       | 新藤義孝   | 経再       | 2023年（令和5年）9月13日 - 2023年（令和5年）12月14日   |
| 第2次岸田内閣  | 林芳正   | 官房     | 高市早苗   | 経安     | 鈴木俊一   | 財務     | 河野太郎   | デジ       | 新藤義孝   | 経再       | 2023年（令和5年）12月14日 - 2024年（令和6年）10月1日   |
| 第1次石破内閣  | 林芳正   | 官房     | 中谷元     | 防衛     | 村上誠一郎 | 総務     | 加藤勝信   | 財務       | 岩屋毅     | 外務       | 2024年（令和6年）10月1日 - 2024年（令和6年）11月11日   |
| 第2次石破内閣  | 林芳正   | 官房     | 中谷元     | 防衛     | 村上誠一郎 | 総務     | 加藤勝信   | 財務       | 岩屋毅     | 外務       | 2024年（令和6年）11月11日 -                            |

- 太字は実際に首相の死亡・執務不能により、内閣総理大臣臨時代理の職務を行った者（現在までに、2023年2月に岸田首相が全身麻酔を伴う手術を受けたため、松野大臣が内閣総理大臣臨時代理の職務を行った例の1例がある。）。
- これらの者のいずれかに事故のあるとき又は欠けたときは、それ以外の者の中で最も先順位の者が、臨時に内閣総理大臣の職務を行う。
- 表の記載が煩雑となるのを避けるため、内閣欄には広義の内閣の名称（改造の有無を区別しない方式）を記載する。
- 順位指定の辞令においては、あらかじめ期限は明示されず、その効力は別途異動があるまで継続する。上表において「指定期間」とあるのは「結果としてその期日になった」という意味であり、当該始期・終期が任期として辞令上指定されていたわけではない。
- 新内閣発足の場合は、新任・再任・順位移動のいずれにかかわらず順位の辞令が発出されているため、セル（氏名枠）は個別表示とする。
- 内閣改造（又は辞任閣僚の交代等）の場合は、新任・順位移動はそれぞれ辞令が発出されるが、順位移動のない閣内留任には従前の辞令がそのまま継続されるため、後者のセルは一連の順位指定期間として統合して表示する。2000年10月27日の例で言えば、新たな順位指定の辞令を受けたのは福田大臣のみで、他の4大臣には辞令は出ていない。
- この順位の指定の辞令は、国務大臣としての各人に発出されるものであって、総務大臣など補職の内容とは連動しないため、閣内異動等で大臣職の変動があっても、順位に変動がなければ新たな順位辞令は発出されない。
- 氏名の右欄には補職の略称・通称を記載する。兼務等により複数の補職がある場合は、原則として建制順において先順位のものを記載する。
- 第一順位の大臣が官房長官以外である場合は、いずれの者も「内閣法第九条の第一順位指定大臣」の辞令が特に示され副総理と通称されているが、ここではそれ以外に受けた辞令のうち筆頭のものを示す。
- 2005年8月8日に島村大臣は罷免されたが、8月10日まで順位指定辞令が出されなかったため、2005年8月8日から8月10日まで第4順位は空席となった。
- 2011年3月7日に前原大臣は辞任したが、9月2日の退陣時まで順位指定辞令が出されなかったため、2011年3月7日から9月2日まで第3順位は空席となった（退陣時まで予定者の補充を行わなかった唯一の例）。
- 国会議員ではない閣僚（いわゆる民間人閣僚）に対し、臨時代理予定者に指定する辞令が発出された例はない。予定者として指定されたのちに選挙に落選または立候補しなかったために議員の地位を失い、結果として民間人閣僚となった例としては、深谷隆司（2000年6月 - 7月）と千葉景子（2010年7月 - 9月）と藤村修（2012年12月）と金子原二郎（2022年7月 - 8月）の4例がある。

## 現内閣総理大臣臨時代理の指定順位
現内閣(第二次石破内閣)の首相臨時代理順位
| 主な役職     | 氏名   | 氏名 | 衆参別 | 所属派閥 |
| ------------ | ------ | ---- | ------ | -------- |
| 内閣総理大臣 | 石破茂 |      | 衆議院 | 無派閥   |

職務を臨時代理する5閣僚の指定順位
| 主な役職                                          | 氏名       | 氏名 | 衆参別 | 所属派閥 |
| ------------------------------------------------- | ---------- | ---- | ------ | -------- |
| 内閣官房長官 (首相臨時代理第1位) 臨時代理筆頭閣僚 | 林芳正     |      | 衆議院 | 無派閥   |
| 防衛大臣 (首相臨時代理第2位)                      | 中谷元     |      | 衆議院 | 無派閥   |
| 総務大臣 (首相臨時代理第3位)                      | 村上誠一郎 |      | 衆議院 | 無派閥   |
| 財務大臣 (首相臨時代理第4位)                      | 加藤勝信   |      | 衆議院 | 無派閥   |
| 外務大臣 (首相臨時代理第5位)                      | 岩屋毅     |      | 衆議院 | 無派閥   |

## 参考
官報では以下のように記される。
- 原文は縦書き。忠実に再現するため数字はすべて漢数字で記載。
- 解職・指定解除の辞令は当該国務大臣が引き続き閣内に残る場合にのみ発出される。内閣総辞職や改造等で国務大臣の地位を失う場合は自動解職・解除のため辞令は発出されない。
- 下記の例では内閣総理大臣を「日本太郎」と、上記1の本格的な副総理を「日本次郎」（その前任者を「日本元次郎」）と、上記2・3の臨時代理を「日本三郎」と仮定して記載。

上記1（総理死亡の場合を含む）の辞令の例（小渕改造内閣まで）
- 後段の副総理の指定解除辞令は閣内での副総理交代（前副総理が閣内残留）という稀な場合にのみ発出されたもので、ほとんどの副総理の辞令は前段のもののみ。

```
　　　国務大臣　　　　　　　　　　　　　　　　　　　　　　日本　次郎
内閣法第九条の規定により臨時に内閣総理大臣の職務を行う国務大臣に指定する
　　　国務大臣　　　　　　　　　　　　　　　　　　　　　　日本元次郎
内閣法第九条の規定による臨時に内閣総理大臣の職務を行う国務大臣としての指定を解く（以上四月一日）

```

上記2・3（総理海外出張の場合）の辞令の例（小渕改造内閣まで）
- 副総理が指定されていない内閣で、総理が海外出張した場合の記載例。
- 副総理の病気療養期間中に総理の海外出張が重なった場合も本項の例が用いられた。
- 総理と副総理の海外出張が重なった場合は、本項の例による場合と次々項（副総理海外出張の場合）の例による場合との両方があった。

```
○内閣総理大臣臨時代理
　　　国務大臣　　　　　　　　　　　　　　　　　　　　　　日本　三郎
内閣総理大臣日本太郎海外出張不在中内閣法第九条の規定により臨時に内閣総理大臣の職務を行う国務大臣に指定する（四月一日）
○内閣総理大臣臨時代理解職
　　　国務大臣　　　　　　　　　　　　　　　　　　　　　　日本　三郎
内閣総理大臣日本太郎帰朝につき内閣法第九条の規定による臨時に内閣総理大臣の職務を行う国務大臣としての指定を解く（四月五日）

```

上記2・3（総理病気の場合）の辞令の例（小渕改造内閣まで）
- 「病気引きこもり中」と表記されたのは第2次橋本内閣までで、小渕内閣では当該部分は「病気につき」と記載された。

```
○内閣総理大臣臨時代理
　　　国務大臣　　　　　　　　　　　　　　　　　　　　　　日本　三郎
内閣総理大臣日本太郎病気引きこもり中内閣法第九条の規定により臨時に内閣総理大臣の職務を行う国務大臣に指定する（四月一日）
○内閣総理大臣臨時代理解職
　　　国務大臣　　　　　　　　　　　　　　　　　　　　　　日本　三郎
内閣総理大臣日本太郎病気快復につき内閣法第九条の規定による臨時に内閣総理大臣の職務を行う国務大臣としての指定を解く（四月三十日）

```

上記3（副総理海外出張の場合）の辞令の例（小渕改造内閣まで）
- 総理に事故等がなく副総理が海外出張で不在となる場合の記載例。
- 総理と副総理の海外出張が重なった場合は、本項の例による場合と前々項（総理海外出張の場合）の例による場合との両方があった。
- 副総理病気の場合に「病気」を理由とした他の大臣への臨時代理指定の前例はなく、その場合は実際に総理が海外出張する都度、前々項の例で発令された。

```
○内閣総理大臣臨時代理
　　　国務大臣　　　　　　　　　　　　　　　　　　　　　　日本　三郎
国務大臣日本次郎海外出張不在中内閣法第九条の規定により臨時に内閣総理大臣の職務を行う国務大臣に指定する（四月一日）
○内閣総理大臣臨時代理解職
　　　国務大臣　　　　　　　　　　　　　　　　　　　　　　日本　三郎
国務大臣日本次郎帰朝につき内閣法第九条の規定による臨時に内閣総理大臣の職務を行う国務大臣としての指定を解く（四月五日）

```

現行（新内閣発足の場合）の辞令の例（第1次森内閣以降）
```
　　　国務大臣　　　　　　　　　　　　　　　　　　　　　　日本　一朗
内閣法第九条の規定により臨時に内閣総理大臣の職務を行う第一順位の国務大臣に指定する
　　　同　　　　　　　　　　　　　　　　　　　　　　　　　日本　二朗
内閣法第九条の規定により臨時に内閣総理大臣の職務を行う第二順位の国務大臣に指定する
　　　同　　　　　　　　　　　　　　　　　　　　　　　　　日本　三朗
内閣法第九条の規定により臨時に内閣総理大臣の職務を行う第三順位の国務大臣に指定する
　　　同　　　　　　　　　　　　　　　　　　　　　　　　　日本　四朗
内閣法第九条の規定により臨時に内閣総理大臣の職務を行う第四順位の国務大臣に指定する
　　　同　　　　　　　　　　　　　　　　　　　　　　　　　日本　五朗
内閣法第九条の規定により臨時に内閣総理大臣の職務を行う第五順位の国務大臣に指定する
　なお、右記の者のいずれかに事故のあるとき又は欠けたときは、それ以外の者の中で最も先順位の者が、臨時に内閣総理大臣の職務を行うこととする。（以上四月一日）

```

現行（閣内異動による順位変更の場合）の辞令の例（第1次森内閣以降）
```
　　　国務大臣　　　　　　　　　　　　　　　　　　　　　　日本　五朗
内閣法第九条の規定により臨時に内閣総理大臣の職務を行う第二順位の国務大臣に指定する
　　　国務大臣　　　　　　　　　　　　　　　　　　　　　　日本　五朗
内閣法第九条の規定による臨時に内閣総理大臣の職務を行う第五順位の国務大臣の指定を解く（以上五月一日）

```